# Olena Zelenska
Olena Volodîmîrivna Zelenska (născută Kîiașko; în ucraineană Олена Володимирівна Зеленська (Кияшко); n. 6 februarie 1978, Krîvîi Rih, RSS Ucraineană, URSS) este o scenaristă ucraineană care este Prima Doamnă a Ucrainei ca soție a președintelui Volodîmîr Zelenski. În decembrie 2019, Zelenska a fost inclusă în lista celor mai influenți 100 de ucraineni de către revista Focus, ocupând locul 30.

## Viața timpurie și cariera
Olena Kîiașko s-a născut la Krivoi Rog pe 6 februarie 1978. Zelenska a studiat arhitectura la Facultatea de Inginerie Civilă a Universității Naționale Krivoi Rog. A devenit scriitoare pentru Kvartal 95⁠(d).

## Prima Doamnă a Ucrainei
La 20 mai 2019, Zelenska a devenit prima doamnă a Ucrainei. Pe 18 noiembrie, ea a apărut pe coperta numărului din decembrie al ediției ucrainene Vogue. Într-un interviu acordat revistei, ea a vorbit despre prima ei inițiativă - reforma alimentației în școlile ucrainene.
La inițiativa Olenei Zelenska, reforma sistemului de nutriție școlară a început cu un nou meniu școlar dezvoltat de bucătarul Ievghen Klopotenko⁠(d) de la CultFood. Reforma este un program complex: de la îmbunătățirea calității, nutriția alimentelor și siguranța alimentelor până la furnizarea de resurse școlilor. Meniul actualizat al școlii are 160 de articole: include atât mâncăruri tradiționale ucrainene, cât și mâncăruri populare din diferite bucătării ale lumii. Cabinetul de miniștri al Ucrainei a aprobat noi standarde alimentare, care au intrat în vigoare la 1 septembrie 2021.
În decembrie 2019, în timpul unui discurs la cel de-al treilea Congres al Femeilor din Ucraina, Zelenska a inițiat aderarea Ucrainei la inițiativa internațională G7 privind egalitatea de gen, Parteneriatul de la Biarritz, care a fost finalizată în septembrie 2020. În noiembrie 2020 și septembrie 2021, Zelenska a vorbit la al patrulea și al cincilea congres al femeilor din Ucraina, o platformă care reunește personalități publice, politicieni, oficiali guvernamentali, experți și lideri de opinie ucraineni și internaționali pentru egalitatea drepturilor femeilor si barbatilor.
La 13 ianuarie 2020, Volodîmîr Zelenski a inclus-o pe Olena în consiliul de conducere al Arsenalului de Artă, condus de ministrul Culturii⁠(d) Volodîmîr Borodianski.
În iunie 2020, Olena Zelenska a început o inițiativă de răspândire a limbii ucrainene în lume și introducerea de ghiduri audio în limba ucraineană în cele mai emblematice locuri, în special - în cele mai mari muzee din lume. Ca parte a inițiativei, 11 ghiduri audio în limba ucraineană au fost lansate în 2020 în muzeele din Azerbaidjan, Austria, Italia, Letonia, Turcia, și Muntenegru, precum și în două rute de autobuz din Lituania. În 2021, ca parte a inițiativei lui Zelenska, au fost lansate ghiduri audio în limba ucraineană la muzeul din Mount Vernon (casa lui George Washington), Muzeele de Arte Frumoase din San Francisco din California, Versailles, Sagrada Família, Castelul Frederiksborg, Hundertwasserhaus, Turnul Galata și Muzeul Civilizațiilor Anatoliei.
Zelenska a lansat un singur chestionar în mai 2020 despre crearea unei societăți fără bariere, în parteneriat cu Ministerul Transformării Digitale și Ministerul Politicii Sociale din Ucraina. În decembrie 2020, Ministerul Transformării Digitale și Programul Națiunilor Unite pentru Dezvoltare din Ucraina a declarat că va crea un catalog convenabil de servicii pentru grupurile vulnerabile, ca parte a inițiativei „Fără Bariere” a lui Zelenska, care va fi postat pe portalul de stat „ Acțiune” în categoria „Acțiune. Fără bariere.”

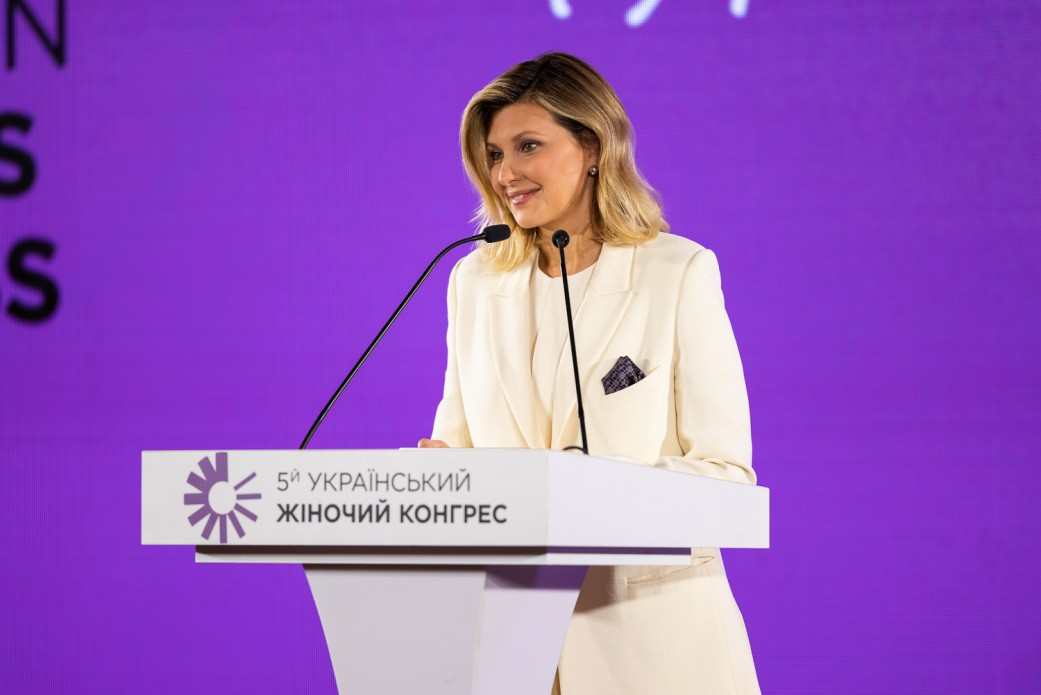
Olena Zelenska la cel de-al cincilea Congres al femeilor din Ucraina

Zelenska a inițiat Summitul de la Kiev al Primelor Doamne și Domnilor în august 2021, cu tema „Puterea blândă în noua realitate”.
După invazia rusă a Ucrainei din 2022, Zelenska a fost descrisă drept ținta numărul doi a Rusiei. La mijlocul lunii martie, ea se afla încă în Ucraina, într-o locație necunoscută. Ea a lansat o declarație subliniind numele copiilor uciși în timpul invaziei. În timpul războiului, eforturile ei s-au concentrat pe ajutorul umanitar, în special pe evacuarea copiilor cu dizabilități prin Polonia și importul de incubatoare în spitalele din zonele de război.

## Viața personală
Zelenska și viitorul ei soț erau colegi de școală, dar nu erau cunoscuți. Zelenski a spus odată că îi cunoștea pe mulți dintre colegii ei de clasă, dar nu și pe Kîiașko însăși. Ei s-au cunoscut mult mai târziu - când Kîiașko studia la Facultatea de Inginerie Civilă a Universității Naționale Krivoi Rog.
Relația de cuplu s-a dezvoltat treptat - s-au întâlnit timp de opt ani înainte de a se căsători pe 6 septembrie 2003. La 15 iulie 2004, s-a născut fiica lor, Oleksandra. Pe 21 ianuarie 2013, Kîiașko, acum Zelenska, a dat naștere fiului lor, Kîrîlo.
Zelenska a fost internată pentru observație pe 16 iunie 2020, după ce a fost testată pozitiv pentru COVID-19. Infecția a fost descrisă ca fiind „de severitate moderată” care nu a avut nevoie de ventilație mecanică. Ea a fost externată din spital pe 3 iulie 2020 cu tratament domestic continuu pentru pneumonie bilaterală.